# Possewnaja
Possewnaja (russisch Посевна́я) ist eine Siedlung städtischen Typs in der Oblast Nowosibirsk in Russland mit 4254 Einwohnern (Stand 14. Oktober 2010).

## Geographie
Der Ort liegt gut 80 km Luftlinie südlich des Oblastverwaltungszentrums Nowosibirsk. Am Ortsrand entspringt die in südwestlicher Richtung abfließende Inja, ein rechter Nebenfluss des Ob (nicht zu verwechseln mit der bei Nowosibirsk mündenden gleichnamigen Inja).
Possewnaja gehört zum Rajon Tscherepanowski und befindet knapp 10 km nördlich von dessen Verwaltungszentrum Tscherepanowo. Die Siedlung ist Sitz der Stadtgemeinde (gorodskoje posselenije) Rabotschi possjolok Possewnaja (wörtlich „Arbeitersiedlung Possewnaja“), zu der weiterhin das Dorf Dorogina Saimka (11 km nordwestlich) und die Siedlung Saprudny (11 km nordöstlich) gehören.

## Geschichte
Der Ort entstand, nachdem ab 1913 die später als Turkestan-Sibirische Eisenbahn bekannte Altai-Eisenbahn von Nowo-Nikolajewsk (heute Nowosibirsk) nach Semipalatinsk mit Abzweig nach Bijsk durch das Gebiet geführt und dort die Ausweichstelle (russisch rasjesd) Nr. 9 errichtet worden war. Die Strecke ging 1915 in Betrieb, und die Stationssiedlung wurde Zentrum der landwirtschaftlichen Erschließung der umliegenden Gegend. 1929 wurde dort ein Sowchos gegründet, und die Station bekam die Bezeichnung Possewnaja, von russisch possew für „Saat“. Am 2. März 1932 erhielt der Ort unter dem gleichen Namen den Status einer Siedlung städtischen Typs.

### Bevölkerungsentwicklung
| Jahr | Einwohner |
| ---- | --------- |
| 1939 | 6943      |
| 1959 | 8517      |
| 1970 | 4372      |
| 1979 | 4439      |
| 1989 | 4923      |
| 2002 | 4323      |
| 2010 | 4254      |

Anmerkung: Volkszählungsdaten

## Verkehr
In Possewnaja befindet sich ein Bahnhof bei Kilometer 99 der Eisenbahnstrecke Nowosibirsk – Barnaul – Semei (Kasachstan). Wenig westlich der Siedlung führt die föderale Fernstraße R256 Tschuiski trakt von Nowosibirsk über Barnaul zur Grenze zur Mongolei vorbei.